# Vodmatski lok
Vodmatski lok je nekdanja ljubljanska železniška obvoznica, ki je omogočala promet med zasavsko (smer Zidani Most) in dolenjsko progo (proti Novemu mestu) brez menjave smeri na ljubljanski železniški postaji

## Zgodovina
Vodmatski lok je bil zgrajen leta 1916, ko je izbruhnila soška fronta in je Ljubljana postala eno osrednjih prometnih vozlišč za oskrbovanje bojišča. V tem času je bilo zgrajenih več obvoznih prog, ki so obšle prometno zelo obremenjeno ljubljansko glavno železniško postajo. Ena izmed teh obvoznih prog je bil tudi 757 metrov dolg vodmatski lok, ki je omogočil neposredno povezavo med dolenjsko progo in progo proti Zasavju. Po nemškem imenu za Vodmat (Udmat) so ga poimenovali Udmat Schleife oz. Udmat Kurve. Po koncu vojne je izgubil pomen, zato so ga opustili in demontirali. 
Leta 1945, takoj po koncu 2. svetovne vojne, so vojni ujetniki znova zgradili vodmatski lok. Ohranil se je do rekonstrukcije ljubljanskega vozlišča v 60. letih, ko so ga dokončno opustili in demontirali.

## Trasa
Vodmatski lok se je od zasavske proge odcepil pri koncu današne Ribniške ulice (zahodno od današnjega podhoda za pešce in kolesarje na koncu Proletarske ulice), oz. pri kilometrskem kamnu z oznako 4,5 Arhivirano 2017-07-29 na Wayback Machine.. Trasa je nato potekala proti jugozahodu med današnjo Ribniško ulico in ulico Na klančku. Po nivojskem križanju z ulico Pod ježami Arhivirano 2017-07-29 na Wayback Machine. se je obrnila še nekoliko bolj proti jugu in mimo Papir Servisa stekla vzporedno z Vodmatsko ulico do dolenjske proge, na katero se je priključila na mestu današnjega postajališča Ljubljana - Vodmat Arhivirano 2017-07-29 na Wayback Machine., nedaleč od nivojskega križanja z Zaloško cesto.

## Ostanki
Severovzhodni del trase vodmatskega loka med zasavsko progo in ulico Pod ježami je še danes nepozidan in ga je na posnetkih iz zraka zlahka mogoče razločiti. Nadaljevanje trase proti jugozahodu del trase je težje razločiti. S traso približno sovpada kolovoz med vrtički ob progi in vodmatskem postajališču.